# Saison 2021-2022 du C' Chartres Métropole handball
Maillots
Chronologie
Saison 2020-2021 Saison 2022-2023
Dernière mise à jour : 20 septembre 2021.
La saison 2021-2022 du C' Chartres Métropole handball est la troisième saison consécutive du club en première division, la quatrième de son histoire.
En Starligue, le C'CMHB réalise sa meilleure saison en obtenant la dixième place finale. Il s'agit du minimum déterminé par le président Steeve Baron dans les objectifs en début de saison. Les Chartrains se font notamment remarquer en l'emportant à Chambéry (futur cinquième) et en faisant match nul à Toulouse (futur septième). Éliminé dès son entrée en lice en Coupe de la Ligue, Chartres atteint les demi-finales de la Coupe de France pour la seconde fois consécutive après l'édition 2019-2020, celle 2020-2021 n'étant pas jouée. Durant son parcours, l'équipe eurélienne se fait remarquer en l’emportant face à Créteil, de nouveau contre Chambéry et perd en fin de match contre le HBC Nantes en demi-finale.
Recrue phare de l’effectif, le pivot international espagnol Adrià Figueras confirme les attentes en étant meilleur buteur de l'équipe dans le jeu et treizième meilleur réalisateur de D1. Ex-international français, le nouveau gardien Julien Meyer tient aussi son rang en terminant neuvième meilleur portier du championnat. Tireur des pénaltys, Vanja Ilić conclut sa seconde saison en tant que meilleur buteur chartrain. Sergiy Onufriyenko est nommé pour le titre de meilleur arrière droit, mais n'est pas élu.

## Avant-saison

### Objectif du club et budget
Onzième en 2020-2021 sans avoir eu peur de la relégation, le président Steeve Baron déclare « Notre objectif, en cohérence avec notre budget, est de terminer entre la 8e et la 10e place. Mais il ne faut plus parler uniquement de maintien et c'est le message que j'ai délivré au groupe. Nous espérons jouer les places européennes lorsque le futur complexe sportif sera terminé ».
Le budget du club pour la saison 2021-2022 est de 3,7 millions d'euros, soit une baisse de 8% par rapport à l'exercice précédent (3,9 M€), et dont les charges du personnels représente 2 M€. Il s'agit du dixième plus gros budget de la Starligue.

### Transferts de joueurs
Pour tenter de pallier l'inconstance de la saison précédente, l'effectif est en grande partie remanié avec sept départs pour cinq arrivées, en attendant le renfort d'un pivot supplémentaire. Le président Steeve Baron déclare « Nous avons engagé deux arrières capables de shooter à distance et d'être efficaces en défense (Nygaard Pedersen et Groselj). Le gardien Julien Meyer, en provenance de Chambéry, vient, lui, chercher le temps de jeu qui lui manquait en Savoie »,.
| Départs                      |      |                         |                |                |
| Nom                          | Nat. | Destination             | Poste          | Raison         |
| Kim Sonne-Hansen             |      | Ribe-Esbjerg HH         | Gardien        | fin de contrat |
| William Benezit              |      | Valence Handball        | Ailier droit   |                |
| Nikola Jukić                 |      | GWD Minden              | Arrière droit  | ?              |
| Vasja Furlan                 |      | ?                       | Demi-centre    | fin de contrat |
| Matej Mikita                 |      | ASV Hamm-Westfalen (de) | Arrière gauche | fin de contrat |
| Leonardo Domenech de Almeida |      | La Rioja                | Pivot          | fin de contrat |
| Edgar Dentz                  |      | Istres                  | Pivot          | ?              |
| Denis Vasilev                |      | HC Motor Zaporijjia     | Pivot          |                |
| Zacharia N'Diaye             |      | Vénissieux (N2)         | Défenseur      | fin de contrat |
| Arrivées                     |      |                         |                |                |
| Nom                          | Nat. | Provenance              | Poste          | Durée          |
| Julien Meyer,                |      | Chambéry                | Gardien        | 3 ans          |
| William Benezit              |      | US Créteil              | Ailier droit   | retour de prêt |
| Matic Grošelj,               |      | Celje                   | Arrière droit  | 2 ans          |
| Nicolai Nygaard Pedersen,    |      | Ribe-Esbjerg HH         | Arrière gauche | 2 ans          |
| Gaël Tribillon,              |      | Fenix Toulouse          | Ailier gauche  | 2 ans          |
| Adrià Figueras,              |      | HBC Nantes              | Pivot          | 2 ans          |

Fin décembre 2021, l'international serbe Djordje Djekic est recruté jusqu'en juin 2022 en tant que joker médical de Marc Canellas, blessé pour plusieurs mois.

### Prolongations de contrat
Début février 2021, Nebojsa Grahovac et Svetlin Dimitrov s'engage sur un nouveau contrat de deux saisons. Marc Cañellas signe un nouveau bail de un an.
À l'intersaison 2021, Sergueï Koudinov prolonge de trois années supplémentaires son contrat avec le C’CMHB, et est désormais lié au club jusqu’en 2025,.
| Nom              | Arrivée | Nouvelle échéance |
| ---------------- | ------- | ----------------- |
| Nebojsa Grahovac | 2013    | juin 2023         |
| Svetlin Dimitrov | 2021    | juin 2023         |
| Marc Cañellas    | 2019    | juin 2022         |
| Sergueï Koudinov | 2014    | juin 2025         |

## Personnalités

### Organigramme
En juin 2022, le directeur général Philippe Besson déclare : « Aujourd'hui, le club est structuré avec un président, un directeur général, et trois pôles. Un pôle administratif et financier, qui a récemment été confié à Lucas Grégoire, un pôle sportif, qui n'est pas amené à évoluer tout de suite, et un pôle développement qu'on souhaite étoffer ».
Il précise que ce dernier pôle « regroupe le marketing, la communication et la commercialisation de la salle. (...) On fonctionnait jusque-là avec des alternantes. (...) On vient de procéder à deux embauches à temps plein. Aujourd'hui, nous avons 31 fiches de paye au club ».
| Nom             | Fonction                               |
| --------------- | -------------------------------------- |
| Steeve Baron    | président                              |
| Philippe Besson | directeur général                      |
| Lucas Grégoire  | responsable administratif et financier |
| Amélie Foucat   | assistante de direction                |
| Orlane Malet    | assistantes communication-marketing    |
| Eva Kukukova    | assistantes communication-marketing    |
| Philippe Biard  | intendant                              |

### Staff technique
Arrivé à l’été 2019 à Chartres, l’entraîneur espagnol Toni Gerona conserve son poste après la saison précédente jugée réussie. En janvier 2021, il prolonge son contrat de deux saisons supplémentaires, soit jusqu’en juin 2023,.
Venu compléter le staff technique en tant qu’adjoint et entraîneur des gardiens la saison précédente, le Serbe Nebojša Stojinović est toujours en poste.
Le préparateur physique tunisien Amor Khedira rejoint le staff.

## Compétitions

### Calendrier complet
| Calendrier de la saison | Calendrier de la saison       | Calendrier de la saison | Calendrier de la saison | Calendrier de la saison | Calendrier de la saison |
| Date                    | Compétition                   | Domicile                | Score                   | Extérieur               |                         |
| ----------------------- | ----------------------------- | ----------------------- | ----------------------- | ----------------------- | ----------------------- |
| 11 septembre 2021       | Starligue - J1                | Chartres                | 28 - 27                 | Nancy                   |                         |
| 17 septembre 2021       | Starligue - J2                | Chartres                | 28 - 34                 | Nîmes                   |                         |
| 24 septembre 2021       | Starligue - J3                | Istres                  | 29 - 29                 | Chartres                |                         |
| 1er octobre 2021        | Starligue - J4                | Chartres                | 31 - 33                 | Toulouse                |                         |
| 6 octobre 2021          | CdL - 8e de finale            | US Créteil              | 34-34 tab 6-5           | C' Chartres MHB         |                         |
| 9 octobre 2021          | Starligue - J5                | Chambéry                | 24 - 25                 | Chartres                |                         |
| 15 octobre 2021         | Starligue - J6                | Chartres                | 35 - 29                 | Créteil                 |                         |
| 22 octobre 2021         | Starligue - J7                | Saint-Raphaël           | 32 - 28                 | Chartres                |                         |
| 29 octobre 2021         | Starligue - J8                | Chartres                | 27 - 25                 | Limoges                 |                         |
| 12 novembre 2021        | Starligue - J9                | Paris                   | 39 - 25                 | Chartres                |                         |
| 18 novembre 2021        | Starligue - J10               | Chartres                | 27 - 33                 | Nantes                  |                         |
| 25 novembre 2021        | Starligue - J11               | Cesson-Rennes           | 25 - 24                 | Chartres                |                         |
| 2 décembre 2021         | Starligue - J12               | Chartres                | 27 - 26                 | Dunkerque               |                         |
| 11 décembre 2021        | Starligue - J13               | Montpellier             | 32 - 21                 | Chartres                |                         |
| 14 décembre 2021        | Starligue - J14               | Saran                   | 26 - 32                 | Chartres                |                         |
| 5 février 2022          | Starligue - J15               | Chartres                | 31 - 32                 | Aix                     |                         |
| 8 février 2022          | CdF - 3e tour (16e de finale) | US Créteil (D1)         | 34 - 35                 | C' Chartres MHB         |                         |
| 11 février 2022         | Starligue - J16               | Limoges                 | 30 - 32                 | Chartres                |                         |
| 17 février 2022         | Starligue - J17               | Chartres                | 23 - 30                 | Saran                   |                         |
| 25 février 2022         | Starligue - J18               | Créteil                 | 31 - 30                 | Chartres                |                         |
| 3 mars 2022             | Starligue - J19               | Toulouse                | 32 - 32                 | Chartres                |                         |
| 10 mars 2022            | Starligue - J20               | Chartres                | 26 - 29                 | Chambéry                |                         |
| 23 mars 2022            | CdF - 4e tour (8e de finale)  | Chartres                | 42 - 31                 | Limoges Handball (D1)   |                         |
| 26 mars 2022            | Starligue - J21               | Nantes                  | 40 - 36                 | Chartres                |                         |
| 1er avril 2022          | Starligue - J22               | Chartres                | 33 - 31                 | Cesson-Rennes           |                         |
| 7 avril 2022            | Starligue - J23               | Nîmes                   | 39 - 34                 | Chartres                |                         |
| 20 avril 2022           | CdF - Quart de finale         | Chartres                | 26 - 25                 | Chambéry SMB (D1)       |                         |
| 28 avril 2022           | Starligue - J24               | Chartres                | 34 - 30                 | Istres                  |                         |
| 5 mai 2022              | Starligue - J25               | Aix                     | 32 - 28                 | Chartres                |                         |
| 13 mai 2022             | CdF - Demi-finale             | Chartres                | 30 - 33                 | HBC Nantes              |                         |
| 19 mai 2022             | Starligue - J26               | Chartres                | 36 - 40                 | Paris                   |                         |
| 26 mai 2022             | Starligue - J27               | Nancy                   | 34 - 41                 | Chartres                |                         |
| 1er juin 2022           | Starligue - J28               | Chartres                | 33 - 37                 | Montpellier             |                         |
| 4 juin 2022             | Starligue - J29               | Dunkerque               | 33 - 27                 | Chartres                |                         |
| 7 juin 2022             | Starligue - J30               | Chartres                | 36 - 33                 | Saint-Raphaël           |                         |

### Championnat

#### Résultats
Lors de la sixième journée de Liqui Moly Starligue, Chartres s'impose (35-29) face à Créteil, pour un deuxième succès de suite. Jamais inquiétés de la partie, les Chartrains sont largement devant (19-12) à la pause et contrôle en seconde mi-temps, avec les huit buts à 100 % d'Adria Figueras et les 19 arrêts de Julien Meyer (41 %).
Lors de la 17e journée, le gardien de Saran Nicolas Gauthier livre un gros match (18 arrêts à 46%) pour offrir au promu sur le parquet de Chartres (23-30).
Pour la 21e journée de Liqui Moly Starligue, Nantes vient difficilement à bout de Chartres, pourtant rejeté loin au classement (11e), qui ne cède que dans le money time (40-36). En tête à la pause (19-21), Chartres possède deux longueurs d'avance à six minutes du terme (34-36). Mais le gardien Mickael Robin (14 arrêts sur 36 tirs) aide grandement Nantes qui impose un 4-0 en dans les quatre dernières minutes pour l'emporter.
Nîmes réussit finalement à s'imposer (39-34) devant Chartres dans la 23e journée. Distancés à la pause (18-22) et encore menés après la reprise (23-29, 37e), les Gardois imposent ensuite un 10-3 en 14 minutes (33-32) grâce aux arrêts de Desbonnet (huit, à 36% de réussite) et une défense en 1-5  qui ont permis de récupérer nombre de ballons pour Mohammad Sanad (treize buts à 81%).
Dans la 24e journée, Chartres (10e) se donne un peu d'air au classement en s'imposant (34-30) contre le relégable Istres (15e) grâce aux 12 buts de Vanja Ilic et aux 17 arrêts de Julien Meyer.
Dans l'antépénultième rencontre, Montpellier l'emporte à Chartres (33-37).
Après cinq défaites d'affilée en championnat, le C'Chartres MHB offre une belle sortie à son public en battant Saint-Raphaël 36-33 lors de l'ultime journée de Starligue et face à ses futures recrues Aleksa Kolaković et Vadim Gaïdoutchenko. Grâce à ce succès, pour le dernier match au club de Cham, Pedersen, Afanou-Gatine et Djekic, le club eurélien termine à la dixième place du championnat, son meilleur classement dans l'élite.
| Calendrier en Liqui Moly StarLigue | Calendrier en Liqui Moly StarLigue | Calendrier en Liqui Moly StarLigue | Calendrier en Liqui Moly StarLigue | Calendrier en Liqui Moly StarLigue | Calendrier en Liqui Moly StarLigue |
| Date                               | Journée                            | Domicile                           | Score                              | Extérieur                          | Classement (sur 16)                |
| ---------------------------------- | ---------------------------------- | ---------------------------------- | ---------------------------------- | ---------------------------------- | ---------------------------------- |
| sam. 11 sept.                      | J1                                 | Chartres                           | 28 - 27                            | Nancy                              | 6e                                 |
| ven. 17 sept.                      | J2                                 | Chartres                           | 28 - 34                            | Nîmes                              | 9e                                 |
| ven. 24 sept.                      | J3                                 | Istres                             | 29 - 29                            | Chartres                           |                                    |
| ven. 01 oct.                       | J4                                 | Chartres                           | 31 - 33                            | Toulouse                           |                                    |
| sam. 09 oct.                       | J5                                 | Chambéry                           | 24 - 25                            | Chartres                           |                                    |
| ven. 15 oct.                       | J6                                 | Chartres                           | 35 - 29                            | Créteil                            | 6e                                 |
| ven. 22 oct.                       | J7                                 | Saint-Raphaël                      | 32 - 28                            | Chartres                           |                                    |
| ven. 29 oct.                       | J8                                 | Chartres                           | 27 - 25                            | Limoges                            | 9e                                 |
| ven. 12 nov.                       | J9                                 | Paris                              | 39 - 25                            | Chartres                           |                                    |
| jeu. 18 nov.                       | J10                                | Chartres                           | 27 - 33                            | Nantes                             |                                    |
| jeu. 25 nov.                       | J11                                | Cesson-Rennes                      | 25 - 24                            | Chartres                           | 9e                                 |
| jeu. 02 déc.                       | J12                                | Chartres                           | 27 - 26                            | Dunkerque                          |                                    |
| sam. 11 déc.                       | J13                                | Montpellier                        | 32 - 21                            | Chartres                           | 10e                                |
| mar. 14 déc.                       | J14                                | Saran                              | 26 - 32                            | Chartres                           |                                    |
| sam. 05 févr.                      | J15                                | Chartres                           | 31 - 32                            | Aix                                | 10e                                |
| ven. 11 févr.                      | J16                                | Limoges                            | 30 - 32                            | Chartres                           |                                    |
| jeu. 17 févr.                      | J17                                | Chartres                           | 23 - 30                            | Saran                              | 10e                                |
| ven. 25 févr.                      | J18                                | Créteil                            | 31 - 30                            | Chartres                           | 10e                                |
| jeu. 03 mars                       | J19                                | Toulouse                           | 32 - 32                            | Chartres                           | 10e                                |
| jeu. 10 mars                       | J20                                | Chartres                           | 26 - 29                            | Chambéry                           | 11e                                |
| sam. 26 mars                       | J21                                | Nantes                             | 40 - 36                            | Chartres                           | 11e                                |
| jeu. 01 avril                      | J22                                | Chartres                           | 33 - 31                            | Cesson-Rennes                      | 11e                                |
| jeu. 07 avril                      | J23                                | Nîmes                              | 39 - 34                            | Chartres                           | 11e                                |
| jeu. 28 avril                      | J24                                | Chartres                           | 34 - 30                            | Istres                             | 10e                                |
| jeu. 05 mai                        | J25                                | Aix                                | 32 - 28                            | Chartres                           | 10e                                |
| jeu. 19 mai                        | J26                                | Chartres                           | 36 - 40                            | Paris                              | 11e                                |
| jeu. 26 mai                        | J27                                | Nancy                              | 34 - 41                            | Chartres                           |                                    |
| mer. 01 juin                       | J28                                | Chartres                           | 33 - 37                            | Montpellier                        |                                    |
| sam. 04 juin                       | J29                                | Dunkerque                          | 33 - 27                            | Chartres                           |                                    |
| mar. 07 juin                       | J30                                | Chartres                           | 36 - 33                            | Saint-Raphaël                      | 10e                                |

En fin de saison, le directeur général Philippe Besson fait le constat : « prendre sept à dix points de plus c'était faisable. (...) Notre classement est conforme à notre budget (le 11e de Starligue), mais les résultats en dessous de notre potentiel. On aurait pu gagner à Nancy, à Dunkerque, contre Saran chez nous, c'est une évidence. Les deux matchs contre Toulouse étaient aussi à notre portée, et à Cesson, on se "suicide" ... ».

#### Classement
Extrait du classement de D1 2021-2022
|    | Équipe                  | Pts | J  | G  | N | P  | Bp  | Bc  | Diff |
| -- | ----------------------- | --- | -- | -- | - | -- | --- | --- | ---- |
| 9  | Cesson Rennes MHB       | 27  | 30 | 12 | 3 | 15 | 817 | 855 | -38  |
| 10 | C' Chartres MHB         | 22  | 30 | 10 | 2 | 18 | 889 | 947 | -58  |
| 11 | US Créteil              | 21  | 30 | 9  | 3 | 18 | 893 | 932 | -39  |
| 12 | Dunkerque HGL           | 20  | 30 | 10 | 0 | 20 | 791 | 860 | -69  |
| 13 | Limoges Handball        | 18  | 30 | 8  | 2 | 20 | 885 | 952 | -67  |
| 14 | Istres Provence HB      | 17  | 30 | 6  | 5 | 19 | 839 | 922 | -83  |
| 15 | Saran Loiret Handball P | 12  | 30 | 6  | 0 | 24 | 793 | 905 | -112 |
| 16 | Grand Nancy MHB P       | 11  | 30 | 5  | 1 | 24 | 832 | 941 | -109 |

### Coupe de France
Comme en Coupe de la Ligue, Chartres en lice en Coupe de France chez l'US Créteil. Pour ce troisième tour, le CCMHB prend sa revanche et s’impose d’un but (34-35). En huitième-de-finale, Chartres déroule à domicile face à Limoges Handball (42-31).
Chartres reçoit ensuite Chambéry pour les quarts de finale. Les Euréliens, équipe surprise à ce stade de la compétition, continuent de briller et impressionner. Julien Meyer, ancien joueur de la Team Chambé multiplie les arrêts et permet aux siens de l’emporter d’une longueur, 26-25.
La demi-finale à la Halle Jean Cochet, en direct sur la plateforme L'Équipe live, le HBC Nantes l’emporte dans la douleur et assure l’essentiel : une victoire de 3 longueurs, 30-33 et son billet pour la finale. Accrochés jusque dans le money-time, comme deux semaines plus tôt en championnat, les hommes d'Alberto Entrerrios résistent aux locaux pour s'imposer.
| Tour                    | Date           | Domicile        | Score   | Extérieur             |
| ----------------------- | -------------- | --------------- | ------- | --------------------- |
| 1er tour                | exempt         | exempt          | exempt  | exempt                |
| 2e tour                 | exempt         | exempt          | exempt  | exempt                |
| 3e tour (16e de finale) | 8 février 2022 | US Créteil (D1) | 34 - 35 | C' Chartres MHB       |
| 4e tour (8e de finale)  | 23 mars 2022   | C' Chartres MHB | 42 - 31 | Limoges Handball (D1) |
| Quart de finale         | 20 avril 2022  | C' Chartres MHB | 26 - 25 | Chambéry SMB (D1)     |
| Demi-finale             | 13 mai 2022    | C' Chartres MHB | 30 - 33 | HBC Nantes (D1)       |

### Coupe de la Ligue
Le CCMHB est éliminé dès son entrée en jeu en Coupe de la Ligue à Créteil, mais au bout de 70 minutes et sept tirs au but (40-39 tab). Adrià Figueras inscrit treize buts dans ce seul match.
| Tour         | Date           | Domicile   | Score         | Extérieur       |
| ------------ | -------------- | ---------- | ------------- | --------------- |
| barrage      | exempt         | exempt     | exempt        | exempt          |
| 8e de finale | 6 octobre 2021 | US Créteil | 34-34 tab 6-5 | C' Chartres MHB |

## Statistiques et récompenses

### Équipe
Sur toutes la saison et toutes compétitions confondues, le C' Chartres MHB ne remporte jamais plus de deux rencontres consécutives, performance réalisée à trois reprises. À l'inverse, avant la dernière journée de championnat, Chartres concède six défaites de suite, la pire série de l'année. Celle précédente, subie fin novembre, n'est que de trois revers enchaînés.
Avec 889 buts inscrits en Starligue, le C'CMHB établit son record pour sa seconde saison à trente journée en D1. À l'inverse, les 947 unités encaissés sont le pire total depuis 2007 et l'accession en troisième division. Ce chiffre est à relativiser car il s'agit seulement de la seconde saison avec autant de journée et la quatrième dans l'élite.
En fin de saison, le directeur général Philippe Besson fait le constat : « On a une marge de progression en défense. En attaque, on sait faire ».

### Récompenses
Aucune Chartrain n'est nommé pour un titre de meilleur joueur du mois.
Sergiy Onufriyenko est nommé pour le titre de meilleur arrière droit de Starligue. Le trophée est décerné à Kristján Örn Kristjánsson.

### Statistiques individuelles
Seuls quatre joueurs, dont un du centre de formation, disputent les trente journées de Starligue : Sergiy Onufriyenko, Nicolai Perdersen, Yvan Verin et Hugo Jund. Autant en ratent qu'une journée : Vanja Ilic, Adrià Figueras, Titouan Afanou-Gatine et Nebojsa Grahovac.
Julien Meyer termine neuvième gardien de but de Starligue au nombre d'arrêts. Nebojša Grahovac est vingtième.
| Nom                    | Buts (dont penalty) | Matchs |
| ---------------------- | ------------------- | ------ |
| Vanja Ilic             | 155 (58)            | 29     |
| Adrià Figueras         | 143 (10)            | 29     |
| Sergiy Onufriyenko     | 104                 | 30     |
| Nicolai Perdersen      | 96                  | 30     |
| Svetlin Dimitrov       | 59                  | 27     |
| Yvan Verin             | 59                  | 30     |
| Sergey Kudinov         | 57                  | 25     |
| Morten Vium            | 54 (8)              | 20     |
| Djordje Djekic         | 50                  | 16     |
| Gaël Tribillon         | 38 (5)              | 28     |
| Hugo Jund              | 21                  | 30     |
| Matic Groselj          | 21                  | 21     |
| Titouan Afanou-Gatine  | 12                  | 29     |
| Yannick Cham           | 8                   | 27     |
| Alejandro Barbeito     | 6                   | 17     |
| Julien Meyer           | 3                   | 28     |
| Marc-Alexandre Saussay | 2                   | 15     |
| Nebojsa Grahovac       | 1                   | 29     |
| Marc Cañellas          | 0                   | 1      |
| Lukáš Urban            | 0                   | 2      |
| Victor Grillère        | 0                   | 1      |
| Zoran Radic            | 0                   | 5      |
| Swann Beral            | 0                   | 2      |
| Enzo Coué              | 0                   | 1      |

Vanja Ilić est le meilleur buteur chartrain en championnat avec 155 buts, devant Adrià Figueras (143) et Sergiy Onufriyenko (104). Ilic bénéficie d'être le tireur attitré sur penalty (58 buts sur 73 tirs) pour augmenter ses statistiques. Figueras est plus efficace dans le jeu : 4,59 buts par match pour l'Espagnol contre 3,34 pour le Serbe. L'ailier droite Bulgare Svetlin Dimitrov est lui le plus efficace au tir avec plus de 80 % de réussite, mais prend moins sa chance que ses collègues. Son homologue à gauche Nicolai Perdersen est le joueur qui tire le plus, mais avec une efficacité moindre (49 % de réussite).
| # | Nom                | total buts | % total | moy. buts | buts/tirs | % tirs  | moy. buts sur tirs | buts/penalty | % penalty | moy. penalty | MJ |
| - | ------------------ | ---------- | ------- | --------- | --------- | ------- | ------------------ | ------------ | --------- | ------------ | -- |
| 1 | Vanja Ilic         | 155 / 214  | 72,43 % | 5,34      | 97 / 141  | 68,79 % | 3,34               | 58 / 73      | 79,45 %   | 2,00         | 29 |
| 2 | Adrià Figueras     | 143 / 193  | 74,09 % | 4,93      | 133 / 175 | 76,00 % | 4,59               | 10 / 18      | 55,56 %   | 0,34         | 29 |
| 3 | Sergiy Onufriyenko | 104 / 181  | 57,46 % | 3,47      | 104 / 181 | 57,46 % | 3,47               | 0 / 0        | 0,00 %    | 0,00         | 30 |
| 4 | Nicolai Perdersen  | 96 / 196   | 48,98 % | 3,20      | 96 / 196  | 48,98 % | 3,20               | 0 / 0        | 0,00 %    | 0,00         | 30 |
| 5 | Svetlin Dimitrov   | 59 / 73    | 80,82 % | 2,19      | 59 / 73   | 80,82 % | 2,19               | 0 / 0        | 0,00 %    | 0,00         | 27 |
| 6 | Yvan Verin         | 59 / 111   | 53,15 % | 1,97      | 59 / 111  | 53,15 % | 1,97               | 0 / 0        | 0,00 %    | 0,00         | 30 |

### Joueurs en équipe nationale
Matic Groselj (Slovénie), Djordje Djekic, Vanja Ilic et leur sélectionneur Toni Gerona (Serbie), Sergueï Koudinov (Russie) et Adrià Figueras (Espagne) prennent part à des stages en équipe nationale et/ou au Championnat d'Europe durant la saison 2021-2022.